# Teramulus
Teramulus é um género de peixe da família Atherinidae.

## Espécies
Este género contém as seguintes espécies:
- Teramulus kieneri
- Teramulus waterloti